# Нзубечі Нвокоча
Нзубечі Грейс Нвокоча (англ. Nzubechi Grace Nwokocha; нар. 7 квітня 2001) — нігерійська легкоатлетка, яка спеціалізується у бігу на короткі дистанції.

## Спортивні досягнення
Учасниця Олімпіади-2021 у бігу на 100 метрів (зупинилась на півфінальній стадії) та в естафетному бігу 4×100 метрів (команда Нігерії не просунулась далі забігу).
Фіналістка (4-е місце) змагань з естафетного бігу 4×100 метрів на чемпіонаті світу (2022).
Чемпіонка Ігор Співдружності в естафетному бігу 4×100 метрів (2022).
Рекордсменка Африки в естафетному бігу 4×100 метрів (42,10; 2022).
Чемпіонка Нігерії з бігу на 100 метрів (2022).